# Hajasi Razan
Hajasi Razan (林 羅山 1583–1657) az Edo-kor egy meghatározó filozófusa volt, aki Fudzsivara Szeikához hasonlóan a zen buddhizmust feladva a neokonfucianizmus felé fordult. Razan a Tokugava bakufu első négy sógunját szolgálta, illetve tanácsadóként működött mellettük, így sikerült érvényre juttatnia a neokonfuciánus filozófiát a japán sóguni rendszerben.

## Életútja
Hajasi Razan 1583-ban született Hajasi Nobukacuként, azonban a későbbi korok számára konfuciánus nevén, Razanként vált ismertté. Fiatal korában, csakúgy, mint Fudzsivara Szeika is, zen buddhista neveltetésben részesült a szülővárosában található Kennin-dzsi templom kolostorában. Itt ismerkedett meg először a neokonfuciánus tanításokkal és a Koreából érkezett szövegekkel, forrásokkal, melyek hatására a buddhizmust hátrahagyva, a konfucianizmust kezdte el tanulmányozni. Egy kis ideig Fudzsivara Szeikaval is tanult, akinek életéről megírta a Szeika szenszei gjódzsót (惺窩先生行状, Szeika mester viselkedése), mely mű a legtöbb adatot szolgáltatja a mester életútjáról és személyiségéről. Szeika ajánlotta először őt Tokugava Iejaszunak, mint megbízható házitanítót. Így került Razan Edoba, ahol a Tokugavák várkastélyába költözött, azonban ezt a kor hagyományaihoz hűen buddhista szerzetesként tehette csak meg. Huzamosabb ideig leborotvált hajjal, buddhista köntösben és Dósun néven élt Iejaszu udvarában. Majd a Tokugava sógunátus által támogatott neokonfuciánus akadémián, a Sóheikón alakította tovább filozófiáját, és az iskolában tanított nézetekről is ő dönthetett. Razan megkapta a Daigaku no kami címet, melyet a későbbiekben családján belül örökített át. Ez a kinevezés a Tokugava sógunátus idején annyit tett, hogy az egyetemnek, akadémiának ő, és majd utána utódai lettek a fejei.
Hajasi Razan élete végéig Edoban élt, és itt is halt meg 1657-ben.

## Filozófiája
Hajasi Razan filozófiai gondolkodása nagy részben a Csu Hszi által megfogalmazott neokonfuciánus alapokon nyugszik, és ezeket gondolja tovább. Fő forrásai a Csu Hszi által írt „A Négy könyvhöz való kommentárok” című mű, illetve egy Szung-dinasztia idejéből származó írás, „A neokonfuciánus kifejezések jelentése”, mely 1590-ben koreai közvetítéssel jutott el Japánba is. A mű fő jellegzetessége a neokonfucianizmus szisztematikus, fogalmi magyarázata, amely nagyban segíti az ezen filozófiával ismerkedőknek a könnyebb megértést, és az alapok elsajátítását. Razan legátfogóbb művében, amely egy kommentár szung-kori konfuciánus művekhez, látható, hogy őt ez a nyelvközpontú, fogalmi megközelítés milyen mértékben befolyásolta.
Razan tehát filozófiájában sok esetben Csu Hszira támaszkodik és hivatkozik, azonban vannak olyan jelentős tanítások, melyektől nagy mértékben eltávolodik. Ilyen például a „a legvégső nem-létezés, ami már a legfőbb végső”. Ezt az aspektust Csu Hszi maga is már bizonytalanul kezelte, attól tartott, hogy legtöbb tanítványa számára túl elvont és természetfeletti a megértéshez. Razan hasonlóan vélekedett, és nem vetette el teljesen a tanítást, csak nem helyezte filozófiájának előterébe.
A másik gyakorlat, amit Razan nem alkalmazott, a „csöndben ülés” neokonfuciánus meditáció, mely elősegíti az emberi természetnek a megértését.
Bár Hajasi Razan sok tekintetben újraértelmezte a neokonfuciánus gondolatokat, még is tanítása összeegyeztethető az ortodox neokonfuciánus filozófusokéval. A világot ő is metafizikusan fogta fel, és nagy jelentőséget tulajdonított az őselem elméletének, illetve a ki-nek, amely egyfajta teremtő erőként funkcionál. Ezek a fogalmak ugyanúgy megtalálhatóak Csu Hszinál (a ki kínaiul; csi), és a két filozófus hasonló módon beszél e két dolog kapcsolatáról is.
Razan szerint a ki kétféle lehet; jó vagy pedig rossz. A rossz kiből eredő gonoszságot, a filozófus tanításai szerint, tanulás útján fel lehet ismerni, és le lehet küzdeni. Ebben a tanulásban fontos szerepet játszik a konfuciánus szövegek olvasása, azonban a filozófus fontosnak tartotta, hogy az ember egy kicsit el tudjon ezektől vonatkoztatni, és elmélkedjen rajta, hiszen ez segíti hozzá a tisztább megértéshez.
A metafizikán kívül Razan úgy, mint Szeika is, nagy hangsúlyt fektetett a neokonfuciánus erények értelmezésére, melyeket próbálta összehangolni a busidó alapelvvel. Az ölés a konfuciánus etika szerint esetenként megengedhető, amely tanítás így szembeütközik a buddhizmussal. A busidó elmélete az ölésre ezáltal konfuciánus alapokon nyugszik. Továbbá a filozófus a „bátorságot”, mint erényt nem csak a félelem ellentéteként definiálta, hanem úgy tartotta; bátornak lenni annyit tesz, hogy felismerjük, mi morális értelemben helyes, és igazságosan cselekszünk.  
Hajasi Razan ezen elméletek értelmezésével nagyban hozzájárult a Tokugava udvarban a harcos réteg kulturális kifinomultságának növekedéséhez.

## Fordítás
- Ez a szócikk részben vagy egészben  a   Hayashi Razan című angol Wikipédia-szócikk ezen változatának fordításán alapul.  Az eredeti cikk szerkesztőit annak laptörténete sorolja fel. Ez a jelzés csupán a megfogalmazás eredetét és a szerzői jogokat jelzi, nem szolgál a cikkben szereplő információk forrásmegjelöléseként.